# Меницкий, Юрий Леонардович
Ю́рий Леона́рдович Мени́цкий (1937—2001) — советский и российский ботаник, доктор биологических наук (1983), специалист по флоре семейства Буковые, а также по флоре Кавказа. Лауреат премии имени В. Л. Комарова (1990).

## Биография
Родился в Ленинграде 28 декабря 1937 года в семье служащего Леонарда Фортунатовича Меницкого. Отец во время войны тяжело раненным попал в плен, после освобождения работал военным переводчиком. Окончив школу в 1955 году, Ю. Л. Меницкий поступил на биологический факультет Ленинградского государственного университета, где специализировался на зоологии беспозвоночных. После окончания университета работал сначала в Зоологическом институте, затем в Балтийском научно-исследовательском институте морского рыбного хозяйства и океанографии, Институте озероведения, Институте экспериментальной медицины, Институте онкологии.
Первые статьи Юрия Леонардовича в Ботаническом институте были посвящены палинологии, затем он был принят в аспирантуру к выдающемуся систематику А. Л. Тахтаджяну. В 1967 году Ю. Л. Меницкий защитил диссертацию на соискание степени кандидата биологических наук. Ю. Л. Меницкий обработал род Дуб для монографии Flora Iranica, в 1984 году напечатал крупную монографическую сводку «Дубы Азии», в 1983 году защищённую им в качестве докторской диссертации.
Ю. Л. Меницкий обработал ряд родов семейства Губоцветные для монографий «Флора Европейской части СССР» и «Флора Армении». Для сводки «Растения Центральной Азии» Меницкий обработал семейство Ивовые. Его авторству принадлежит большая часть «Критического конспекта флоры Кавказа».
Скоропостижно скончался во время полевых работ в Нальчике 5 сентября 2001 года.

## Некоторые научные работы
- Меницкий Ю. Л. Обзор видов рода Quercus L. Евразии // Комаровские чтения. — Л., 1982. — Т. 32.
- Меницкий Ю. Л. Дубы Азии. — Л., 1984. — 315 с.

## Растения, названные в честь Ю. Л. Меницкого
- Stachys subg. Menitskia Krestovsk., 2003 — Menitskia (Krestovsk.) Krestovsk., 2006
- Clinopodium menitskyi Melnikov, 2013
- Gagea menitskyi Levichev, 2005
- Gladiolus menitskyi Gabrieljan, 2001
- Rubus menitskyi Krassovsk., 2002
- Thymus menitskyi Vasjukov, 2022
- Viola ×menitzkii Vl.V.Nikitin, 1998